# Ronetta Smith
Pour les articles homonymes, voir Smith.
Ronetta Smith, née le 2 mai 1980, est une athlète jamaicaine spécialiste du 400 m.
Son meilleur temps sur cette distance (51 s 23) date de mai 2005. Elle n'a jamais atteint une finale individuelle dans une compétition internationale. Elle a par contre fait partie du relais 4 × 400 m qui a remporté le bronze aux championnats du monde de 2003 et l'argent en 2005.
Aux Jeux olympiques d'été de 2004, elle a participé aux qualifications mais a dû laisser sa place en finale à Novlene Williams. La Jamaïque remportait le bronze.

## Palmarès

### Jeux olympiques d'été
- Jeux olympiques d'été de 2004 à Athènes ( Grèce)
  -  Médaille de bronze en relais 4 × 400 m (participation en série)

### Championnats du monde d'athlétisme
- Championnats du monde d'athlétisme de 2003 à Paris ( France)
  - éliminée en demi-finale sur 400 m
  -  Médaille de bronze en relais 4 × 400 m
- Championnats du monde d'athlétisme de 2005 à Helsinki ( Finlande)
  - éliminée en série sur 400 m
  -  Médaille d'argent en relais 4 × 400 m

### Championnats du monde d'athlétisme en salle
- Championnats du monde d'athlétisme en salle de 2003 à Birmingham ( Royaume-Uni)
  - éliminée en série sur 400 m
  -  Médaille d'argent en relais 4 × 400 m
- Championnats du monde d'athlétisme en salle de 2004 à Budapest ( Hongrie)
  - éliminée en série sur 400 m
  - 5e en relais 4 × 400 m
- Championnats du monde d'athlétisme en salle de 2006 à Moscou ( Russie)
  - éliminée en série sur 400 m

### Jeux du Commonwealth
- Jeux du Commonwealth de 2002 à Manchester ( Angleterre)
  - disqualifiée en série sur 400 m
  - abandon en finale du relais 4 × 400 m
- Jeux du Commonwealth de 2006 à Melbourne ( Australie)
  - éliminée en demi-finale sur 400 m
  - 4e en relais 4 × 400 m

## Sources
- (en) Cet article est partiellement ou en totalité issu de l’article de Wikipédia en anglais intitulé « Ronetta Smith » (voir la liste des auteurs).